# Oligodon waandersi
Espèce
Synonymes
- Rabdion waandersi Bleeker, 1860

Oligodon waandersi est une espèce de serpent de la famille des Colubridae.

## Répartition
Cette espèce est endémique d'Indonésie. Elle se rencontre dans les îles de Sulawesi, Buton et Sula.

## Étymologie
Cette espèce est nommée en l'honneur de Henry Louis van Bloemen Waanders (1796-1851).

## Publication originale
- Bleeker, 1860 : Reptilien van Boni. Natuurkundig tijdschrift voor Nederlandsch Indië, Batavia, vol. 22, p. 81-85 (texte intégral).